# Mortierella sarnyensis
Mortierella sarnyensis är en svampart som beskrevs av Milko 1973. Mortierella sarnyensis ingår i släktet Mortierella och familjen Mortierellaceae.   Inga underarter finns listade i Catalogue of Life.